# Prizren
Prizren (en serbio: Призрен [prîzrɛn]) es una ciudad histórica y municipio situada en Kosovo. La ciudad tiene una población aproximadamente de 165.000 habitantes. Es la capital administrativa del distrito homónimo, con una población estimada en 221.000 habitantes. Prizren está situado en las estribaciones de los montes Šar, al sur de Kosovo, cerca de la frontera con Albania y Macedonia del Norte.

## Demografía
| Gráfica de evolución de Prizren entre 1948 y 2011 |
|                                                   |